# Phanerotoma caudata
Phanerotoma caudata är en stekelart som beskrevs av Granger 1949. Phanerotoma caudata ingår i släktet Phanerotoma och familjen bracksteklar. Inga underarter finns listade i Catalogue of Life.